# Švec (film)
Švec (v anglickém originálu The Cobbler) je americká filmová komedie, kterou natočil režisér Tom McCarthy. Hlavní postavu ševce Maxe Simkina, jehož rodina se řemeslu věnuje již po několik generací, ve filmu hraje Adam Sandler. V dalších rolích se ve filmu představili Dan Stevens, Dustin Hoffman, Steve Buscemi a další. 
Premiéru měl 11. září 2014 na 39. ročníku Torontského mezinárodního filmového festivalu. Do amerických kin byl uveden 13. března následujícího roku. Filmu se nedostalo příliš velkého úspěchu, kritici jej nazvali jako „příšerný, a to i na Sandlerovy poměry.“